# Manuel Polinario
Manuel Polinario Muñoz (Puente Genil, provincia de Córdoba, 12 de junio de 1943) es un exfutbolista español que se desempeñaba como delantero.

## Clubes
- Como jugador

| Club                       | País   | Año       |
| -------------------------- | ------ | --------- |
| Valencia C. F. Mestalla    | España | 1963-1964 |
| Valencia C. F.             | España | 1964-1971 |
| R. C. D. Español           | España | 1971-1974 |
| R. C. Recreativo de Huelva | España | 1975      |

- Como entrenador

| Club        | País   | Año       |
| ----------- | ------ | --------- |
| Montilla CF | España | 1989-1990 |

## Palmarés
- Liga con el Valencia CF en el año 1971.
- Copa con el Valencia CF en el año 1967.

## Internacionalidades
- 1 vez internacional con España.
- Debutó con la selección española en Londres el 3 de abril de 1968 contra Inglaterra.[2]